# Simone Trimboli
Simone Trimboli (Lavagna, 19 aprile 2002) è un calciatore italiano, centrocampista del Mantova.

## Biografia
Anche il fratello Matteo (nato nel 2005) è un calciatore.

## Caratteristiche tecniche
È un centrocampista completo, in grado di giocare in diverse posizioni in mezzo al campo: opera prevalentemente da mediano, ma può essere schierato anche come mezzala.
Di piede destro e baricentro basso, dispone di un ottimo controllo di palla e di una buona resistenza allo sforzo fisico. Abile in velocità e nei passaggi, è anche in grado di inserirsi in area di rigore e andare alla conclusione personale, trovando spesso il gol.

## Carriera

### Club

#### Inizi, Sampdoria e prestito al Ferencváros
Nato a Lavagna, in provincia di Genova, Trimboli inizia a giocare nella scuola calcio locale Don Bosco, per poi entrare a far parte, nel 2010, del settore giovanile della Sampdoria, di cui fa tutta la trafila fino a vestire la fascia di capitano delle formazioni Under-18 e Primavera.
Dopo aver già figurato in panchina in Serie A nel febbraio del 2019, in occasione dell'incontro di campionato della Sampdoria con il Napoli, e aver firmato il suo primo contratto da professionista con la società nell'estate seguente, nell'agosto del 2021 Trimboli viene aggregato in pianta stabile alla prima squadra blucerchiata, allora guidata dall'allenatore Roberto D'Aversa. Nell'ottobre dello stesso anno, rinnova il suo contratto con la società fino al 2024.
Dopo l'esonero di D'Aversa e all'arrivo di Marco Giampaolo sulla panchina della Samp, il 12 marzo del 2022 Trimboli debutta fra i professionisti, prendendo il posto di Tomás Rincón all'83º minuto della sfida di campionato contro la Juventus, persa per 1-3. Ha quindi modo di collezionare altre quattro presenze lungo il resto della stagione, tutte da sostituto.
Dopo la prima parte di stagione in cui è rimasto fermo due mesi a causa della rottura della clavicola, limitandosi a svariate panchine, il 14 febbraio 2023, Trimboli viene ceduto in prestito con diritto di riscatto al Ferencváros, club campione in carica d'Ungheria fino al termine della stagione, scegliendo la maglia numero 80. Con la squadra dell'omonimo quartiere di Budapest, viene utilizzato principalmente nella squadra nella squadra giovanile, militante in NBIII ovvero la terza serie ungherese, ben figurando dove riesce a segnare i primi gol da professionista, chiudendo con 6 presenze e 5 reti. In prima squadra non va oltre una manciata di panchine e amichevoli giocate, riuscendo comunque a laurearsi campione d'Ungheria a fine stagione, vincendo il suo primo trofeo in carriera. A fine stagione fa ritorno a Genova.

#### Mantova
Il 28 luglio 2023, Trimboli viene ceduto a titolo definitivo al Mantova, in Serie C. Il 24 novembre seguente, segna la sua prima rete fra i professionisti nella partita di campionato in casa dell'Atalanta U23, vinta per 2-0. Al termine della stagione, contribuisce alla promozione diretta dei lombardi in Serie B a 14 anni dall'ultima volta.
Nel luglio del 2024, rinnova il proprio contratto con il club fino al 30 giugno 2027. Il 3 agosto dello stesso anno, segna il primo gol della stagione del Mantova, aprendo le marcature nella partita di Coppa Italia in casa della Torres, poi vinta 2-1.

### Nazionale
Trimboli ha rappresentato l'Italia a diversi livelli giovanili, giocando nelle formazioni Under-15, Under-16 e Under-17.
Nel gennaio del 2021, ha preso parte ad uno stage della nazionale Under-19, guidata da Carmine Nunziata.

## Statistiche

### Presenze e reti nei club
Statistiche aggiornate al 13 maggio 2025.
| Stagione         | Squadra          | Campionato       | Campionato | Campionato | Coppe nazionali | Coppe nazionali | Coppe nazionali | Coppe continentali | Coppe continentali | Coppe continentali | Altre coppe | Altre coppe | Altre coppe | Totale | Totale |
| Stagione         | Squadra          | Comp             | Pres       | Reti       | Comp            | Pres            | Reti            | Comp               | Pres               | Reti               | Comp        | Pres        | Reti        | Pres   | Reti   |
| ---------------- | ---------------- | ---------------- | ---------- | ---------- | --------------- | --------------- | --------------- | ------------------ | ------------------ | ------------------ | ----------- | ----------- | ----------- | ------ | ------ |
| 2021-2022        | Sampdoria        | A                | 5          | 0          | CI              | 0               | 0               | -                  | -                  | -                  | -           | -           | -           | 5      | 0      |
| 2022-feb. 2023   | Sampdoria        | A                | 0          | 0          | CI              | 0               | 0               | -                  | -                  | -                  | -           | -           | -           | 0      | 0      |
| Totale Sampdoria | Totale Sampdoria | Totale Sampdoria | 5          | 0          |                 | 0               | 0               |                    | -                  | -                  |             | -           | -           | 5      | 0      |
| feb.-giu. 2023   | Ferencváros      | NBIII            | 6          | 5          | MK              | -               | -               | -                  | -                  | -                  | -           | -           | -           | 6      | 5      |
| feb.-giu. 2023   | Ferencváros      | NBI              | 0          | 0          | MK              | -               | -               | UCL+UEL            | -                  | -                  | -           | -           | -           | 0      | 0      |
| 2023-2024        | Mantova          | C                | 35         | 2          | CI-C            | 1               | 0               | -                  | -                  | -                  | SC-C        | 2           | 0           | 38     | 2      |
| 2024-2025        | Mantova          | B                | 35         | 2          | CI              | 2               | 1               | -                  | -                  | -                  | -           | -           | -           | 37     | 3      |
| Totale Mantova   | Totale Mantova   | Totale Mantova   | 70         | 4          |                 | 3               | 1               |                    | -                  | -                  |             | 2           | 0           | 75     | 5      |
| Totale carriera  | Totale carriera  | Totale carriera  | 81         | 9          |                 | 3               | 1               |                    | 0                  | 0                  |             | 2           | 0           | 86     | 10     |

## Palmarès

### Competizioni nazionali
- Campionato ungherese: 1

Ferencvaros: 2022-2023
- Serie C: 1

Mantova: 2023-2024 (girone A)